# Leucania maxima
Leucania maxima là một loài bướm đêm trong họ Noctuidae.